# Steingraben (Pinzberg)
Steingraben ist ein Gemeindeteil der Gemeinde Pinzberg im Landkreis Forchheim (Oberfranken, Bayern).

## Geografie
Die im Erlanger Albvorland gelegene Einöde Steingraben befindet sich etwa drei Kilometer ostsüdöstlich des Ortszentrums von Pinzberg auf einer Höhe von 309 m ü. NHN am rechten Unterhang der Talmulde des Steingrabens nahe dessen Mündung in den Hirtenbach, der letztlich zur Wiesent entwässert. Der Ortsrand des namengebenden Hauptortes der Nachbargemeinde Kunreuth liegt nur etwa 300 Meter südlich.

## Geschichte
Bis zu der Gebietsreform in Bayern war Steingraben ein Gemeindeteil von Dobenreuth, am 1. Mai 1978 wurde es zusammen mit diesem in die Gemeinde Pinzberg eingegliedert.

## Verkehr
Allein ein Anliegerweg von der südwestlich des Ortes im Hirtenbachtal vorbeilaufenden Staatsstraße St 2236 erschließt den Ort. Vom ÖPNV wird die Einöde nicht bedient, die nächsten Haltestelle der Buslinie 223 des VGN befindet sich in Kunreuth und der nächstgelegene Bahnhaltepunkt in Gosberg an der Wiesenttalbahn.